# Faubourg (roman de Simenon)
Faubourg est un roman policier de Georges Simenon, paru en 1937.

## Résumé
Sous un patronyme qui transpose son vrai nom de famille, René De Ritter revient dans sa ville natale après une absence de vingt-quatre ans. Il est accompagné de Léa, ancienne prostituée qui a choisi de le suivre dans l'espoir de gagner de l'argent. De Ritter, qui garde d'abord l'incognito, observe ses parents et ses amis, qui ne le reconnaissent pas. Le couple s'installe à l'hôtel. De Ritter ne tarde pas à soutirer de l'argent à l'hôtelière, laquelle a surpris la liaison de son mari avec Léa, et espère ainsi pouvoir éloigner cette dernière. 
Peu à peu, De Ritter va se découvrir : il rend visite à sa vieille tante Mathilde, à qui il emprunte de l'argent. Puis il collabore à un journal local, Le Moniteur. Dans les cafés, ses vantardises et ses aventures passées lui valent l'admiration des clients. Il va revoir sa mère et, un jour, retourne chez Marthe, une vieille fille qui l'a toujours aimé en silence. Il décide de l'épouser, non par sentiment, mais à cause de son argent et de son magasin de chaussures, et sans pour autant se séparer de Léa, qui, de son côté, continue à entretenir des relations avec l'hôtelier. Le mariage a lieu et les nouveaux époux aménagent leur installation. La situation devient tendue entre De Ritter et Léa. Quoiqu'elle accepte presque tout de lui, elle lui reproche de s'embourgeoiser (lui-même ne sait d'ailleurs s'il agit sincèrement ou s'il joue la comédie). Un soir, De Ritter rencontre Léa en compagnie d'un jeune étudiant, un certain Pellet, qui a affecté, au café, de ne pas prendre au sérieux le récit de ses exploits. De Ritter le tue...

## Aspects particuliers du roman
Récit dont les scènes, en général brèves, se succèdent le plus souvent sans transition et même sans mention du temps écoulé dans l’intervalle. La situation particulière du personnage principal, réapparaissant sur les lieux après une longue absence, permet de fréquents retours en arrière, à l’époque de son enfance, et de nombreuses observations sur la manière dont ceux qu’il a connus ont évolué.

## Fiche signalétique de l'ouvrage

### Cadre spatio-temporel

#### Espace
Le faubourg d’une ville française, sans autre précision. 

#### Temps
Époque contemporaine.

### Les personnages

#### Personnage principal
René Chevalier, dit De Ritter. Sans profession fixe (a exercé divers métiers). Célibataire. 41 ans.

#### Autres personnages
- Léa, ex-pensionnaire d’une « maison » de Clermont-Ferrand, compagne de De Ritter
- Marthe Soubirot, commerçante célibataire de 38 ans.

## Éditions
- Préoriginale en feuilleton dans l'hebdomadaire Marianne, n° 175-183 du 26 février au 22 avril 1936
- Édition originale : Gallimard, 1937
- Folio Policier n° 158, 2000  (ISBN 978-2-07-041102-3)
- Tout Simenon, tome 20, Omnibus, 2003  (ISBN 978-2-258-06105-7)
- Romans durs, tome 3, Omnibus, 2012  (ISBN 978-2-258-09357-7)
- Romans durs, tome 3, Omnibus, 2023  (ISBN 978-2-258-20260-3)

## Source
- Maurice Piron, Michel Lemoine, L'Univers de Simenon, guide des romans et nouvelles (1931-1972) de Georges Simenon, Presses de la Cité, 1983, p. 54-55  (ISBN 978-2-258-01152-6)